# IJndejaars
IJndejaars is een bier van Brouwerij 't IJ te Amsterdam. Het is een seizoensbier dat alleen in de winter gebrouwen wordt en de rest van het jaar niet beschikbaar is. IJndejaars is een kruidig winterbier van 9% waar zoethout en korianderzaad aan toegevoegd is. 